# 오르피즘

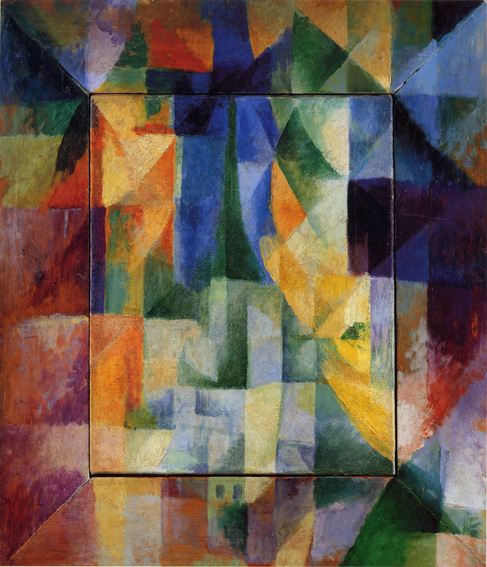
《연속적인 창문》, 로베르 들로네, 1912년, 함부르크 미술관

오르피즘(Orphism)은 1912년 로베르 들로네를 주창자로 하여 발족한 큐비즘의 한 분파이다. 오르피즘이라는 명칭은 그리스의 악신(樂神) 오르페우스(Orpheus)에서 연유한 것인데, 시인 아폴리네르가 명명(命名)하였다. 전통파 큐비즘이 엄격한 기하학적 구성에 따라 색채를 망각하고 색채를 선의 종속적인 요소로 떨어뜨리는 데에 반대하여 색채야말로 회화의 본질적인 구성요소이며 그 다이나믹한 힘을 화면구성의 기본으로 하려는 것이 이 파의 주장이다. 이로써 공간적 요소(형태)와 시간적 요소(리듬)의 동시성(同時性)을 가져 오게 하여 화면에 음악적인 해조(諧調)가 생기도록 시도하였다. 이러한 시도는 점차로 구상적(具象的) 형태를 떠나 순수한 색채 형태만으로 콤퍼지션하는 방향으로 나아가 추상회화의 한 분야를 개척하였다. 오르피즘의 멤버로서 후에 로베르 들로네의 아내가 된 소니아 들로네와 체코의 예술가 프란티셰크 쿠프카 및 미국의 현대 미술가 모건 러셀 등이 있다.

## 같이 보기
- 순수주의
- 신조형주의

## 참고 문헌
- 이 문서에는 다음커뮤니케이션(현 카카오)에서 GFDL 또는 CC-SA 라이선스로 배포한 글로벌 세계대백과사전의 내용을 기초로 작성된 글이 포함되어 있습니다.